# Güntzelstraße (metropolitana di Berlino)
La stazione di Güntzelstraße è una stazione della metropolitana di Berlino, sulla linea U9.